# Église Saint-Pierre de Rosières-aux-Salines
Pour les articles homonymes, voir Église Saint-Pierre.
L'église Saint-Pierre est une église catholique située à Rosières-aux-Salines, en France.

## Localisation
L'église est située dans le département français de Meurthe-et-Moselle, sur la commune de Rosières-aux-Salines.

## Historique
L'édifice est inscrit au titre des monuments historiques en 1995.